# Áyax el Menor

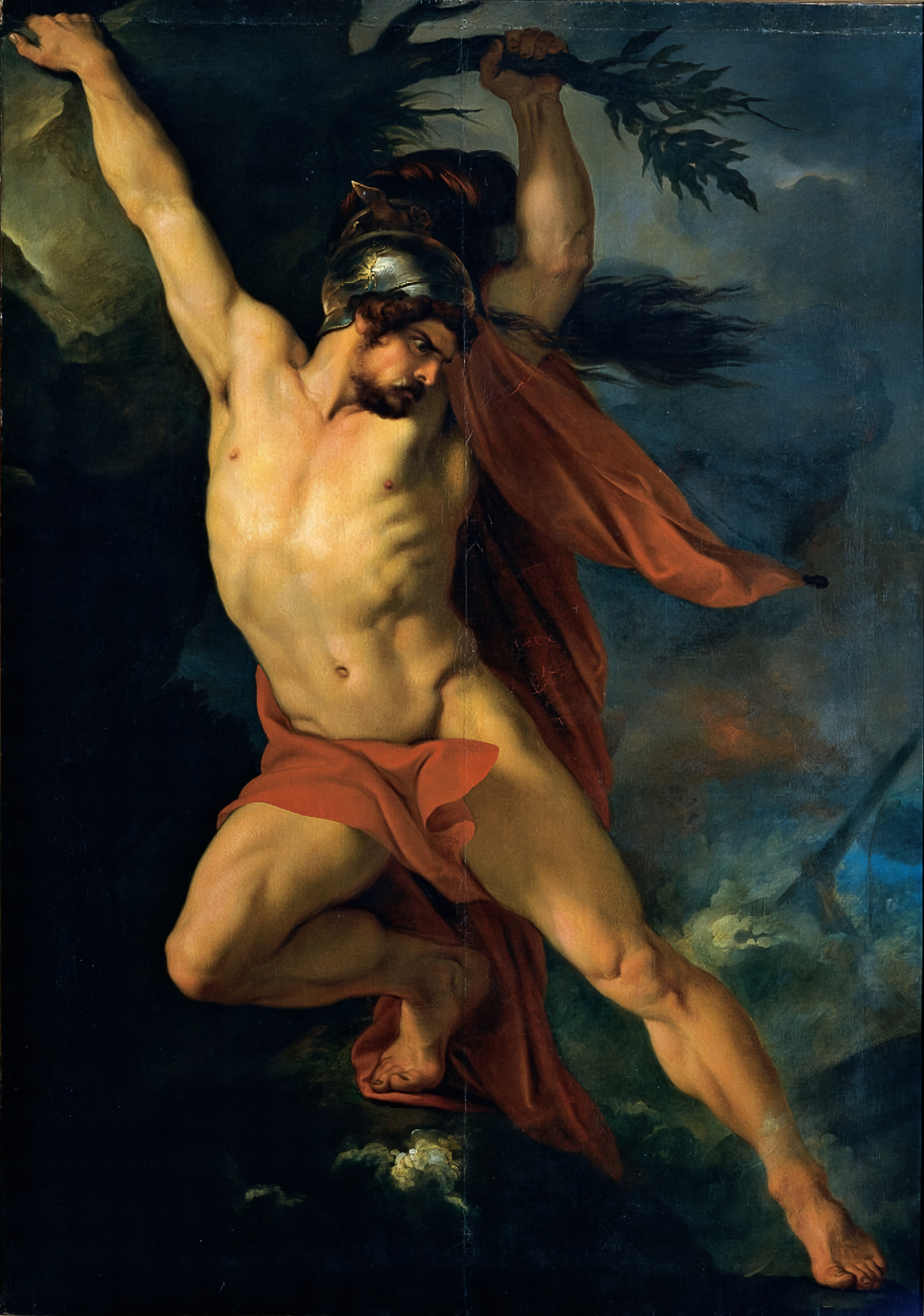
Áyax el Menor (Francesco Sabatelli 1829)

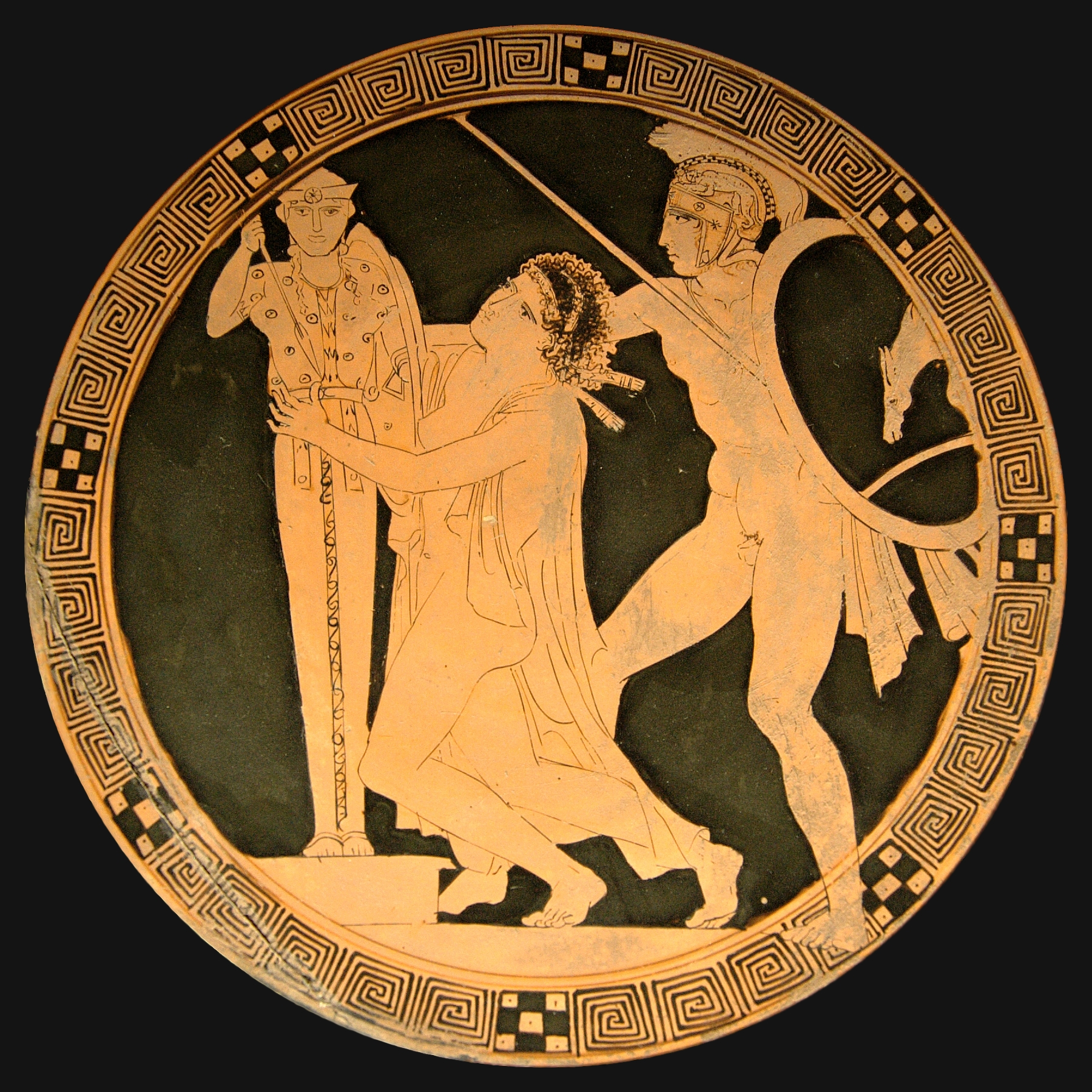
Áyax y Casandra

En la mitología griega, Áyax o Ayante (en griego antiguo Αἴας)  fue un hijo del rey Oileo de Lócrida y uno de los personajes importantes durante la guerra de Troya. Para diferenciarlo de su homónimo, Áyax el Grande, se le suele referir como Áyax el Menor, pues «era más bajo y no tan alto como Áyax Telamonio, sino mucho más menudo».  También se lo denomina usualmente con el patronímico de Áyax Locrio, Áyax Oilíada o Áyax Oileo (Αἴας Ὀϊλῆος).
Dares Frigio dice que Áyax era «bien proporcionado, de miembros robustos, de cuerpo moreno, divertido y fuerte».  Áyax acaudilló el destacamento de las cuarenta naves de los locrios durante la guerra de Troya. Portaba una coraza de lino (λινοθώραξ) y descollaba especialmente en el lanzamiento de pica sobre el resto de aqueos.  Era imaginado como un excelente peltasta  y se dice que no había quién le igualara para hostigar en la carrera.  Por su padre, Oileo, descendía del epónimo Opunte.  Su madre era referida como Eriópide,  hija de Feres,  o bien era una tal Rene, tan solo referida como una ninfa.  Nació en Narica o Naricea  pero no se le atribuyen ni esposa ni descendientes.
Interviene en todos los combates importantes narrados en la Ilíada. Áyax fue uno de los guerreros que penetraron en la ciudad escondidos dentro del caballo de Troya. Durante el saqueo de Troya, Áyax encontró a la princesa Casandra refugiada en el templo de Atenea. En algunas versiones, Áyax arrastró a Casandra mientras ella estaba sujeta a la estatua de la diosa, y en otras, la violó allí mismo.
Esto provocó la ira de Atenea, quien, con ayuda de Poseidón, señor de los mares, hizo que la nave de Áyax naufragara durante una fatídica tempestad que dispersó la flota griega en su regreso a la patria. De ahí que de su muerte haya dos historias. La más difundida es que pereció ahogado cuando su barco se hundió al estrellarse contra un promontorio llamado las Rocas Giras en el mar Egeo. La otra sostiene que el agua lo dejó sobre una de esas piedras mientras estuvo inconsciente. Una vez la tormenta pasó y Áyax despertó, sabiendo que la tormenta era obra de Poseidón para castigarle por sus pecados, comenzó a burlarse del dios diciendo que por más esmero que hubiese puesto no había conseguido matarle. Para su desgracia, como si de una respuesta se tratase, una mano sosteniendo un tridente emergió de las aguas y se lo arrojó. El arma atravesó el pecho de Áyax, lo clavó a la roca y lo mató al instante. Se dice que, tan pronto como se le escapó el alma, el tridente y el cuerpo se transformaron en piedra y allí quedaron, como una roca alta que sobresale de las aguas del mar Egeo para el resto de los días. 